# Sana Anarkulova
Sana Anarkulova (née Jarlagassova le 21 juillet 1989 à Sol-Iletsk) est une joueuse kazakhe de volley-ball. Elle mesure 1,89 m et joue au poste de réceptionneuse-attaquante. Elle totalise 87 sélections en équipe du Kazakhstan.

## Clubs
| Club            | De        | À         |
| --------------- | --------- | --------- |
| Gratsia Oural   | 2004-2005 | 2006-2007 |
| Irtych-Kazkhrom | 2007-2008 | 2007-2008 |
| VC Almaty       | 2008-2009 | 2011-2012 |
| VC Astana       | 2012-2013 | 2012-2013 |
| VC Almaty       | 2013-2014 | 2013-2014 |
| VK Altaï        | 2015-2016 | …         |

## Palmarès
- Championnat du Kazakhstan
  - Vainqueur : 2016, 2017, 2018, 2019.
  - Finaliste : 2013, 2020.
- Coupe du Kazakhstan
  - Vainqueur : 2017, 2018, 2019.
- Supercoupe du Kazakhstan
  - Vainqueur : 2016, 2017.
  - Finaliste : 2018, 2019.
- Championnat féminin AVC des clubs
  - Finaliste : 2010.